# Ipomoea arachnosperma
Ipomoea arachnosperma là một loài thực vật có hoa trong họ Bìm bìm. Loài này được Welw. mô tả khoa học đầu tiên năm 1859.